# Rudolf Huliak
Rudolf Huliak (* 5. května 1975 Očová) je slovenský politik, předseda strany Národná koalícia/Nezávislí kandidáti, bývalý poslanec Národní rady SR, od listopadu 2022 do března 2025 starosta své rodné obce Očová, od března 2025 ministr cestovního ruchu a sportu SR ve čtvrté vládě Roberta Fica.

## Život a kariéra
Narodil se v roce 1975 v Očové. Po maturitě vystudoval v roce 1998 na Žilinské univerzitě obor doprava a ekonomika silniční a městské dopravy. V roce 2003 založil společnost Profilak, která se zabývá opravami a servisem automobilů. V roce 2005 se stal členem předsednictva Slovenské myslivecké komory. V ní působí také jako předseda střelecké komise. V roce 2010 se stal členem předsednictva Slovenského mysliveckého svazu. Je také předsedou Pozemkového společenstva v Očové.

### Politická kariéra
V parlamentních volbách v roce 2020 kandidoval z 38. místa kandidátní listiny ĽSNS, poslancem zvolen nebyl. V komunálních volbách v roce 2022 byl zvolen starostou Očové. V říjnu 2021 se stal předsedou krajně pravicové strany NK. V souběžných krajských volbách v roce 2022 zároveň kandidoval na funkci župana Banskobystrického kraje. Se ziskem 23 236 hlasů (11,5 %) skončil na třetím místě. V parlamentních volbách v roce 2023 byl zvolen poslancem Národní rady, když do ní kandidoval na kandidátce SNS z posledního 150. místa kandidátní listiny. Získal 58 875 preferenčních hlasů, třetí největší počet na kandidátní listině po Andreji Dankovi a Tomášovi Tarabovi.
V říjnu 2023 jej SNS navrhla na funkci ministra životního prostředí. Prezidentka Zuzana Čaputová jej však odmítla jmenovat s odkazem na jeho popírání vědeckého konsenzu týkajícího se klimatické změny, jejíž existenci Huliak popírá.
V roce 2024 kandidoval na 15. místě kandidátní listiny SNS v evropských volbách, zvolen však nebyl, neboť uskupení nepřekročilo 5% hranici k zisku mandátu. V červenci 2024 byl opět zvolen předsedou strany NK/NEKA (dříve NK). V říjnu téhož roku společně s dalšími členy své strany opustil poslanecký klub SNS.

### Ministr cestovního ruchu a sportu
V březnu 2025 se stal ministrem cestovního ruchu a sportu ve čtvrté vládě Roberta Fica za stranu SMER-SD, čímž ve funkci nahradil Dušana Keketiho.

### Názory
Popírá klimatickou změnu, o které tvrdí, že ji vymyslely „světové elity“, které chtějí lidem sebrat auta. V dubnu 2024 zveřejnil video, ve kterém vydechuje na rostlinu ve své poslanecké kanceláři, kde je zákaz kouření, cigaretový dým. Uvedl k tomu, že díky pravidelnému vydechování dýmu na rostlinu, které provozuje, a které obsahuje vysoké množství oxidu uhličitého, se rostlině v jeho kanceláři nebývale daří.  Oxid uhličitý opakovaně označil jako životadárný plyn. Téhož měsíce měl v parlamentu použít nacistické gesto. V květnu 2024 zveřejnil na sociálních sítích fotografii s mrtvou medvědicí, kterou podle svého vyjádření krátce před pořízením fotografie zastřelil. Medvědy přitom v minulosti označoval jako biologickou zbraň. Téhož měsíce uvedl, že je na místě diskuse o tom, zda je země kulatá, či plochá.
V červnu 2024 se nechal slyšet, že produkce oxidu uhličitého způsobená lidmi je pro atmosféru nezbytná, neboť v opačném případě by na Zemi nastalo vysoce výbušné prostředí a lidstvo by se „zadusilo kyslíkem“. Europoslanec za Progresívne Slovensko Michal Wiezik k tomu uvedl, že „společenskou úlohou“ Huliaka je zřejmě říkat v debatách zjevné nesmysly a vydávat očividně nepravdivá prohlášení, kterými se poté budou zaobírat média, a mediálně tak překrýt některá vážnější témata, která vyvstala v souvislosti s vládou Roberta Fica, jíž je součástí Huliakova strana. Podle serveru Aktuality.sk v minulosti Huliak rovněž tvrdil, že led z větrných turbín způsobuje úmrtí lidí a stavěl se proti jejich výstavbě.
Na sociálních sítích dlouhodobě šíří nenávist vůči LGBT osobám, ochranářům přírody či klimatickým aktivistům. Na sociální síti Facebook zveřejnil video, ve kterém popisuje, že fotbaloví fanoušci by během imaginárního fotbalového zápasu ochranáře Mariána Hletka pravděpodobně oběsili, mrtvolu spálili a imaginární zápas by pokračoval ve skvělé atmosféře. Uvedl, že kdyby se stal slovenským premiérem, svou první zahraniční návštěvu by uskutečnil v Moskvě, ve které by se prezidentovi Vladimiru Putinovi omluvil za vojenskou pomoc, kterou Slovensko dodalo Ukrajině. Šířil také konspirační teorie o Novém světovém řádu nebo o vyhlášení vojenského stavu na Slovensku v souvislosti s ruskou invazí na Ukrajinu. Je příznivcem vystoupení z Evropské unie a Severoatlantické aliance.
Vůči liberálním stranám prosazující práva LGBT osob uvedl následující: „Podporujú, aby sa nám slovenská spoločnosť otepľovala. Zakladajú teplárne a podobné podniky, v ktorých sa kumuluje teplo, kde vzniká CO2. Nechcem vidieť tie sexuálne praktiky dvoch mužov, pri ktorých CO2, siričitany a ostatné záležitosti vznikajú ako vedľajší produkt pri používaní telesných otvorov, ktoré na tieto veci nie sú vôbec určené.“ Homosexuály zároveň označil jako „sexuálně dezorientované“. Je tvrdým odpůrcem imigrace na Slovensko. K tématu migrace uvedl, že kdyby se migranti chtěli usadit v jeho rodné obci, jíž je zároveň starostou, „vykúrime ich zpoza intravilánu preč“.